# Crans Montana Forum
 (mars 2024).
Le Crans Montana Forum (Forum de Crans-Montana) est une organisation internationale non gouvernementale suisse fondée en 1986. 
Le Forum de Crans-Montana se réunit sur le Haut-Plateau à Crans-Montana chaque année à la fin de l'été alors qu'il organise tout au long des autres mois des sessions dans plusieurs endroits du monde.

## Histoire
Le Forum de Crans-Montana est une organisation internationale non-gouvernementale fondée en 1986 par Jean-Pascal Delamuraz, Jean-Paul Carteron et le prince Anton von und zu Liechtenstein.
Le Forum est connu pour avoir organisé en 1994 une rencontre entre Yasser Arafat et Shimon Peres à Bucarest. Le Prix de la Fondation du Forum Universel leur est remis lors d'un Forum annuel de Crans Montana conjointement par Jean-Paul Carteron, son fondateur, et le président de la Confédération suisse, Jean-Pascal Delamuraz.
En 1999, le Président algérien Abdelaziz Bouteflika effectue sa première visite à l'étranger au Forum de Crans Montana, il annonce à cette occasion un référendum sur la concorde civile. 
Depuis 2021, le Crans Montana Forum est dirigé par Jean-Paul Carteron, le prince Jean de Luxembourg et Borut Pahor, président de la République de Slovénie de 2012 à 2022.